# Hylocereus
Hylocereus es un género de cactus. Son nativos de Centroamérica, el Caribe y México hasta la parte septentrional de Sudamérica. 
Las flores de este género son las más grandes de todas las cactáceas (hasta 30 cm), de forma tubular, blancas y fragantes, son nocturnas y duran una sola noche.

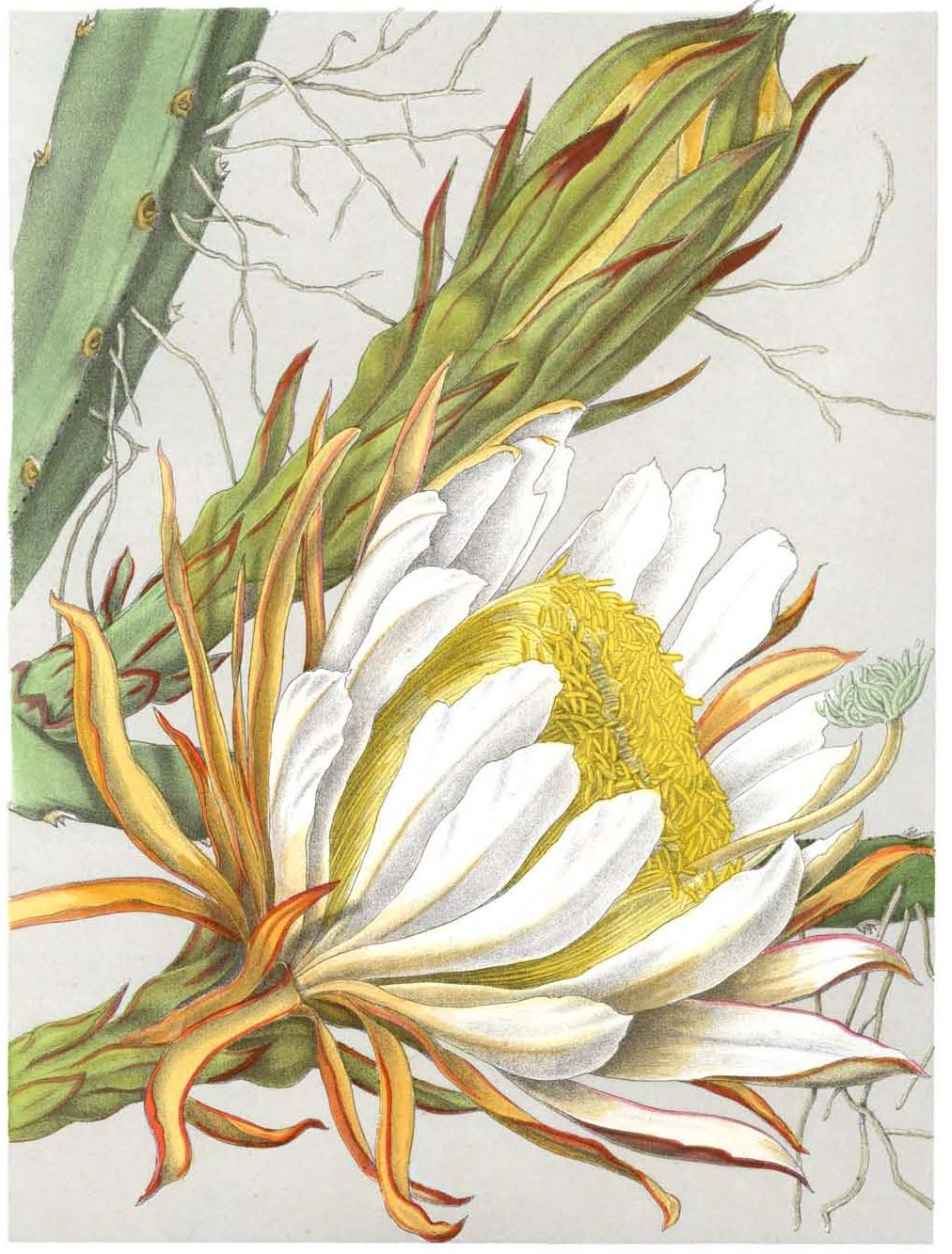
Hylocereus monacanthus

## Descripción
Se trata de plantas perennes, trepadoras, epífitas que crecen sobre árboles y piedras comúnmente, debido a que no puede sostenerse por sí mismas.Posee tallos suculentos, verdes y fotosintéticos que presentan costillas o aristas gruesas de forma longitudinal.
Las hojas típicas se transforman en acúleos dispuestos en los bordes, formando fascículos en las denominadas aréolas, las cuales originan brotes e inflorescencias.
Las flores son hermafroditas y actinomorfas, tienen forma tubular, varían de tamaño entre 20 a 40 cm de longitud y hasta 25 cm en su diámetro mayor, son muy vistosas, resultando atractivas para los polinizadores que como los murciélagos en el caso de las pitahayas rojas. Aparecen solitarias generalmente, se insertan directamente sobre los tallos y abren solamente en una ocasión en la noche. Presentan un periantio heteroclamídeo. El verticilo sexual masculino se compone por numerosos estambres dispuestos en espiral que producen granos de polen tricolpados. El ovario del gineceo es ínfero con numerosos carpelos soldados y unilocular que se prolonga en un único estilo con brácteas completamente verdes o verdes con bordes rojos y pétalos blancos, amarillos o rosados, el cual contiene numerosos primordios seminales crasinucelados y bigtégmicos, con largos funículos arreglados en una placentación basal o parietal. La flor presenta además una cámara nectarial.
Los frutos de varias de las especies son comestibles, como H costaricensis, H. megalanthus y H. undatus llamadas comúnmente pitahaya.
Son bayas globosa o subglobosa de hasta 7 a 14 cm de largo y 5 a 9 cm de ancho, con epicarpio amarillo o rojo y pulpa de consistencia mucilaginosa, blanca o roja. Cada fruto contiene numerosas semillas pequeñas de color negro brillante. Puede propagarse por las semillas o mediante acodos. Su sabor es delicado e intensamente dulce.
Las especies amarillas son más comunes en Suramérica, y la roja (Hylocereus undatus) es la de mayor producción en Centroamérica y Vietnam.
El género tiene dificultad para su catalogación por la amplitud y variabilidad de sus especies. Está estrechamente emparentado con el género Selenicereus. 

## Taxonomía
El género fue descrito por (A.Berger) Britton & Rose y publicado en Contributions from the United States National Herbarium 12(10): 428. 1909. La especie tipo es: Hylocereus triangularis (L.) Britton & Rose. 
Etimología
Hylocereus: nombre genérico compuesto del sustantivo griego: "ύλη" (hylé) = "de los bosques" y  el sufijo Cereus que significa "el Cereus de los bosques".

## Especies
- Hylocereus calcaratus
- Hylocereus escuintlensis
- Hylocereus guatemalensis
- Hylocereus minutiflorus
- Hylocereus monacanthus
- Hylocereus ocamponis
- Hylocereus purpusii
- Hylocereus stenopterus
- Hylocereus triangularis
- Hylocereus trigonus
- Hylocereus undatus
- Hylocereus megalanthus